# 1289
1289 (MCCLXXXIX) je bilo navadno leto, ki se je po julijanskem koledarju začelo na soboto.

## Dogodki

### Mongolski imperij
- 16. januar - Ilkanatski vezir Buka zapade v nemilost pri kanu Argunu, ko oblikuje proti kanu svoj zarotniški krog, ki pa ga Argunovi obveščevalci pravočasno razbijejo. Vezir je usmrčen še isti dan, medtem ko je sozarotnik gruzijski kraj Dimitrij II. obglavljen ↓
  - 12. marca. Obglavljenega gruzijskega kralja Dimitrija II. nasledi bratranec Vahtang II.
- Zastrupljenega kralja Kilikijske Armenije[1] Leva II. nasledi sin Hetum II.
- Papeški ambasador Janez iz Montecorvina se po pooblastilu papeža Nikolaja IV. odpravi proti Daljnemu vzhodu na mongolski dvor vrhovnega kana.[2] Njegov prvi cilj je Ilkanat, s sabo pa nosi pisma za številne mongolske in krščanske vladarje. Prvi cilj je Tabriz v današnjem Azerbajdžanu, ki je takrat bil prestolnica Ilkanata.↓
- → Z druge strani pooblasti ilkanatski kan Argun genovskega trgovca Boskarela iz Gisolfe, da pripravi zahodne vladarje na križarsko vojno proti egiptovskim mamelukom. Zahodnim kraljem obljubi, da jim bo pripravil vse zaloge in konje. Razen diplomatskega leporečja in vljudnosti je tudi ta misija neuspešna, najbolj entuziastičen pa je ponovno angleški kralj Edvard I.
- Mongolski veliki kan Kublajkan pošlje odposlanstva v številna sosednja kraljestva, ki do zdaj niso plačevala tributa, mdr. tudi v kraljevino Singhasari na vzhodnem delu otoka Java. Kralj Kertanegara odposlancem iznakazi obraze in jim odreže ušesa ter jin nato takšne pošlje nazaj na Kitajsko. 1290 ↔

### Propad Tripoliške grofije
- Benečani, ki so v vojni z Genovčani, dajo egiptovskemu mameluškemu sultanu Kalavun potreben izgovor, da napade in zavzame med sabo sprti križarski Tripoli, edino ostanek Grofije Tripoli, ki ga ekonomsko in politično obvladujejo Genovčani.↓
- marec → Začetek obleganja Tripolija. Kalavun začne oblegati mesto s težkimi oblegovalnimi stroji. Mesto brani majhna vojaška posadka domače komune, nekaj genovskih in pisanskih galej, na pomoč pa ji priskočijo še vitezi templarji, hospitalci, manjši regiment Francozov iz Akkona in mlajši brat ciprskega kralja princ Amalrik Tirski.↓
- 26. april → Padec Tripolija: mameluki prebijejo obzidje Tripolija in vdrejo v mesto. Večina prebivalstva, ki mu ne uspe uiti na galejah, je pobita, del zasužnjen. Pristaniško mesto Tripoli popolnoma porušijo in bolj v notranjosti zgradijo novo, manjše mesto.[3]
  - 29. april - Mameluki zavzamejo še bližnji otok Svetega Tomaža, kamor se je zateklo več tisoč beguncev.
  - Vazal Tripoliške grofije baron Gibleta[4] Peter Embraiko, ki se je ravno tako kot Benečani obrnil na Kalavuna za pomoč proti Genovčanom, v zameno za letni tribut obdrži svojo baronijo Giblet še naslednjih deset let po izgonu križarjev iz Zamorja. 1291 ↔

### Ostalo
- marec - Pisanski nadškof Ruggieri degli Ubaldini postane novi župan (podestà) Pise. S prvim ukrepom kruto umori prejšnjega upravitelja grofa Ugolina della Gherardesco in sicer tako, da ključ ječe, v kateri je grof Ugolino zaprt skupaj s sinovoma in vnukoma, vrže v reko Arno in izstrada ujetnike do smrti. Ta morbiden motiv uporabi Dante Alighieri v Božanski komediji.
- Veliki četrtek - Cisterjanska redovnica Gertruda iz Helfta začne pisati nabožno delo "Glasnik božje ljubezni" (Legatus Memorialis Abundantiae Divinae Pietatis).
- 27. april - Bitka pri Schosshaldeju: habsburški švabski vojvoda Rudolf Habsburški[5] premaga meščane švicarskega Berna, ki so si po svoje razlagali dajatve Habsburžanom.
- maj - Sicilski spor: papež Nikolaj IV. odveže od prisege sicilskega (de iure) in  neapeljskega (de facto) kralja Karla II. Anžujskega, ki je v zameno za izpustitev moral prejšnje leto kapitulirati pod zahtevami aragonskih kraljev in bratov Alfonza III. Aragonskega in Jakoba II. Sicilskega. Papež v Neaplju krona Karla II. za novega sicilskega (neapeljskega) kralja in hkrati ponovi izobčenje aragonskima kraljema. ↓
- → Francoski princ in aragonski protikralj Karel Valoiški apelira na kastiljskega kralja Sanča IV. za novo križarsko vojno proti Aragonski kraljevini. Da bi si zavaroval hrbet Alfonz III. odreče podporo svojemu bratu Jakobu II. glede sicilske krone. 1291 ↔
- 11. junij - Bitka pri Campaldinu, vojne med gibelini in gvelfi: zmaga gvelfov iz Firenc, Pistoie, Lucce, Siene in Prata proti gibelinom iz Arezza, ki so se poskušali uveljaviti na račun Siene. Florentinski gvelfi se z zmago razdelijo na dve frakciji: propapeške Črne (Guelfi Neri) in zagovornike avtonomije Bele (Guelfi Bianchi). Bitke se udeleži tudi Dante Alighieri.
- 26. oktober - Papež Nikolaj IV. izda bulo Quia Sapientia, s katero ustanovi Univerzo Montpellier.
- 2. november - Umre beneški dož Giovanni Dandolo. Nasledi ga Pietro Gradenigo, 49. beneški dož po seznamu.
- Konec vojne v Grofiji Meissen med očetom Albertom Sprevrženim in njegovim najstarejšim legitimnim sinom Friderikom, ki ga oče končno prizna za zakonitega naslednika namesto bastarda Apica.
- Pogrom: angleški kralj Edvard I., ki je hkrati vojvoda Gaskonje, izžene vse Jude iz Gaskonje in jim zapleni premoženje. Enako store upravitelji Grofije Anjou. 1290 ↔
- Umrlega konstantinopelskega pravoslavnega patriarha Gregorija II. Ciprskega nasledi Atanazij I.
- Umre tesalski vladar Ivan Dukas Bastard, ki se je spretno obranil tako epirske kot bizantinske nadoblasti. Naslediti bi ga moral najstarejši sin Mihael, ki pa se nahaja v bizantinskem ujetništvu, zato le-tega nasledi drugorojenec Konstantin.
- Belorusija: dokončan je obrambni stolp v Kamjanecu, eden redkih zgradb tistega časa, ki je popolnoma zgrajena iz opeke.
- Umre švedski menih Peter iz Dacije, ki je prijateljeval z nemško mistikinjo Kristino iz Stommelna. Istočasno se pri njej prenehajo pojavljati mistične izkušnje in stigme.

## Rojstva
- 4. oktober - Ludvik X., francoski kralj († 1316)
- 6. oktober - Venčeslav III., češki kralj († 1306)
- Abu al-Rabi Sulajman, marinidski sultan († 1310)
- Eleanora Anžujska, neapeljska princesa, sicilska kraljica († 1341)
- Elizabeta de Burgh, škotska kraljica († 1327)
- Friderik I. Habsburški, avstrijski in štajerski vojvoda, nemški kralj  († 1330)
- Jacopo Alighieri, italijanski pesnik, Dantejev sin († 1348)
- Leon III., kralj Kilikijske Armenije († 1307)
- Tonna, japonski pesnik († 1372)

## Smrti
- 16. januar - Buka, ilkanatski vezir
- 12. marec - Dimitrij II., gruzijski kralj (* 1259)
- marec - Ugolino della Gherardesca, pisanski plemič, grof Donoratica, gvelf (* 1220)
  - Anselmo della Gherardesca, vnuk (* 1274)
  - Brigata della Gherardesca, vnuk (* 1272)
  - Gaddo della Gherardesca, sin
  - Uguccione della Gherardesca, sin
- 2. november - Giovanni Dandolo, 48. beneški dož
- Fahr ad-Din Iraki, perzijski sufi, pesnik, filozof (* 1213)
- Folco Portinari, florentinski bankir, oče Dantejeve muze Beatrice Portinari
- Gregorij II. Ciprski, konstantinopelski pravoslavni patriarh (* 1241)
- Ippen, japonski amitabha budist (* 1234)
- Irjeon, korejski budistični učenjak (* 1206)
- Ivan Bastard, tesalski vladar (* 1240)
- Janez iz Parme, 6. general frančiškanov, teolog (* 1209)
- Leon II., kralj Kilikijske Armenije (* 1236)
- Peter iz Dacije, švedski menih (* 1235)